# Поход на Аспарух срещу Хазария (700)
Походът на Аспарух срещу Хазария е успешна военна кампания на установените в Балканския полуостров прабългари да спрат хазарската заплаха от изток и да осигурят северната граница.
През този период една от главните опасности за българската териториална цялост идва откъм Хазарския Хаганат,  отвъд река Дунав.
Една от най важната задача на българският хан е осигуряването на североизточната граница (според някой историци до р. Днепър а според други, р. Днестър). За значителната опасност свидетелстват и големият брой отбранителни валове, изградени в Добруджа и Влашко против заплахата от север. През 700 г. Аспарух загива в битка срещу хазарите. Саможертвата на българският владетел отстранява заплахата от североизток за години.
Съществува хипотеза, че археологическият паметник при Вознесенка на брега на река Днепър е гробът на Аспарух, макар че предназначението на обекта и връзката му с прабългарите е спорна.